# 公叔祖类
公叔祖类（？—？），姬姓，是亚圉的儿子，周部落首领。亚圉死后，由公叔祖类继立。
《世本》称公叔祖类为“太公组绀诸盩”，《史记·三代世表》称公叔祖类为“叔类”，皇甫谧则说公叔祖类名叫“公祖”，一名“组绀诸盩”，字“叔类”，号“太公”。
公叔祖类死后，儿子古公亶父继立。